# حصاد السنين (مسلسل)
حصاد السنين هو مسلسل اجتماعي سوري من إنتاج التلفزيون العربي السوري لعام 1985.

## قصة المسلسل
(أبو أحمد) أب لأسرة مكونة من خمسة أبناء (أحمد وزينب وسعاد ومصطفى ورأفت) ولكل منهم مشاكله الخاصة، أحمد يمر بمشاكل مع زوجتة لينا وصهره إسماعيل، زينب متزوجة من كمال وهي تعاني من أحقاد الماضي مع أخيها أحمد الذي كان قاسي معها، سعاد تعمل ممرضة في المستشفى وهي متزوجة من ابن عمها سليم، مصطفى يعمل صحفي، رأفت يدرس في الجامعة، وتتوالى أحداث المسلسل مع مشاكل الإخوة المتراكمة فيما بينهم منذ سنين.

## فريق العمل
- الإخراج: علاء الدين كوكش
- قصة وسيناريو وحوار: د.زهير براق
- مساعد الإخراج: نبيل نعمة، وسيف الدين شيحاوي.
- المخرج المنفذ: بسام الملا.
- إنتاج وتوزيع: التلفزيون العربي السوري.
- مهندس الديكور: لبيب رسلان.
- مشرف الإضاءة: سمير سمارة.

## بطولة
- سامية الجزائري (أم أحمد)
- ملك سكر (زينب)
- محمد خير حلواني (أبو أحمد)
- يوسف حنا (كمال)
- سمر سامي (لينا)
- سلوم حداد (احمد)
- عبدالهادي الصباغ (سليم)
- فاديا خطاب (سعاد)
- هاني السعدي
- عبد الرحمن حمود
- نذير سرحان (صبحي)
- محمد الشيخ نجيب (رأفت)
- أيمن زيدان (مصطفي)
- محمد جبولي
- هالة حسني (أم سليم)
- نجاح العبدلله
- ريم حنا
- أديب قدورة (إسماعيل)
- علي الرواس
- أمل سكر
- مازن لطفى
- رشاد كوكش
- ظفيرة قطان
- أحمد رافع
- سلوي نورالدين
- نصوح السادات